# Chakir Ansari
Chakir Ansari (in arabo شاكير أنصاري‎?; Clermont-Ferrand, 22 giugno 1991) è un lottatore francese, monegasco e marocchino, specializzato nella lotta libera.

## Biografia

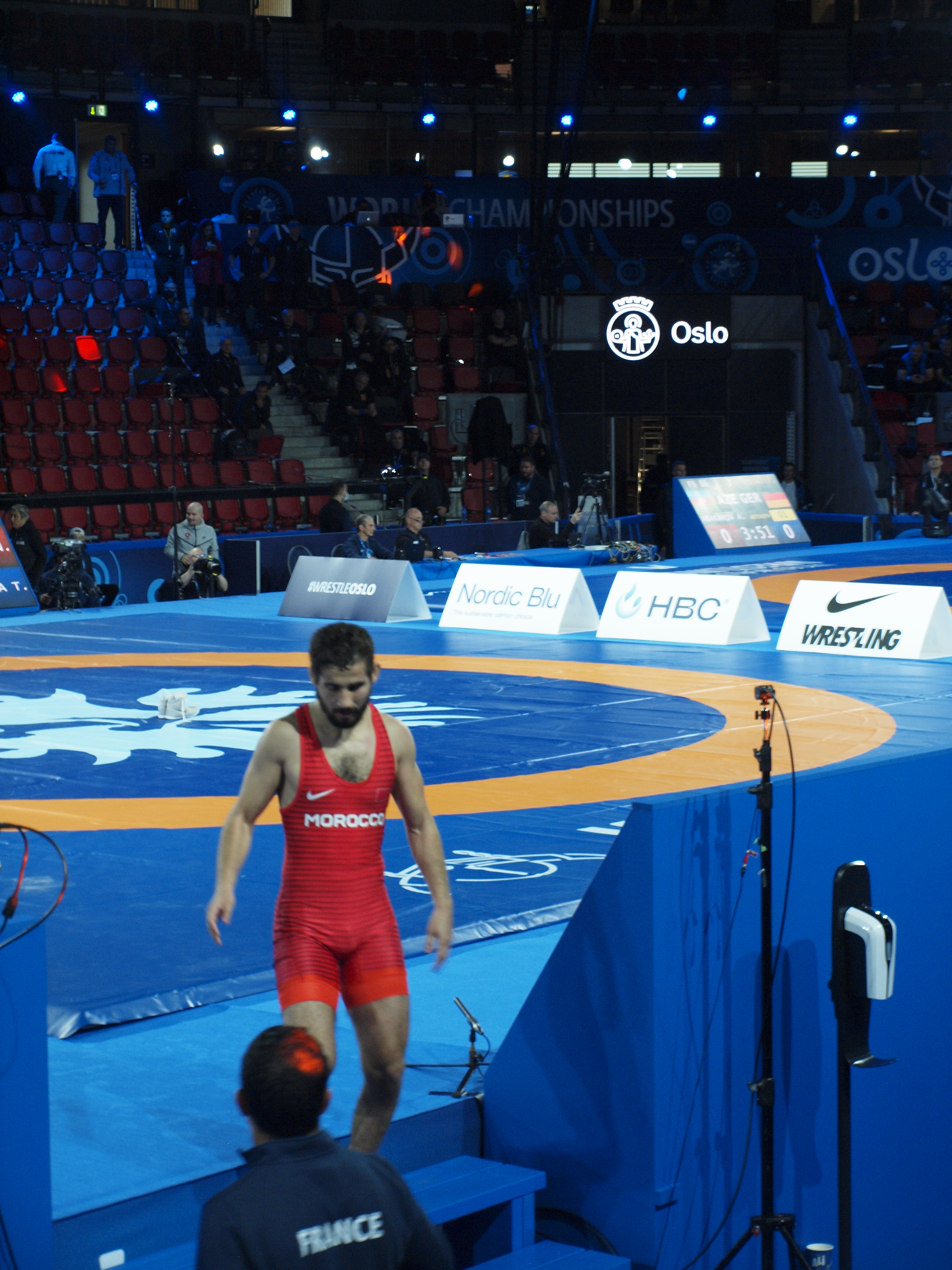
Chakir Ansari ai mondiali di Oslo 2021.

È stato allenato da Rodolphe Kreutzer dal 2000 a 2014 e successivamente dall'iraniano Hassan Rangraz, campione iridato nella lotta greco-romana a Patrasso 2001, e dal cubano Serguei Rondón, vincitore dei Giochi panamericani del 2003.
Ha rappresentato il Marocco ai Giochi olimpici estivi di Rio de Janeiro 2016, concludendo al 13º posto nel torneo dei 57 kg, dopo essere stato estromesso ai trentaduesimi dal bielorusso Asadulla Lachinau.
Si è ritirato dell'attività agonistica il 2 ottobre 2021, al termine dei mondiali di Oslo 2021, in cui si è piazzato ventitreesimo.

## Palmarès
| Anno                            | Manifestazione                    | Sede                 | Evento | Risultato | Note  |
| ------------------------------- | --------------------------------- | -------------------- | ------ | --------- | ----- |
| In rappresentanza della Francia |                                   |                      |        |           |       |
| 2008                            | Europei cadetti                   | Daugavpils           | 50 kg  | 8º        |       |
| 2009                            | Europei junior                    | Tbilisi              | 55 kg  | 17º       |       |
| 2010                            | Europei junior                    | Samokov              | 55 kg  | 8º        |       |
| 2010                            | Mondiali junior                   | Budapest             | 55 kg  | 10º       |       |
| In rappresentanza di Monaco     |                                   |                      |        |           |       |
| 2011                            | Campionati del Mediterraneo       | Budua                | 57 kg  | 5º        | [ 2 ] |
| In rappresentanza della Francia |                                   |                      |        |           |       |
| 2011                            | Europei junior                    | Zrenjanin            | 55 kg  | 5º        |       |
| 2011                            | Mondiali junior                   | Bucarest             | 55 kg  | 23º       |       |
| 2012                            | Europei                           | Belgrado             | 55 kg  | 16º       |       |
| 2014                            | Campionati del Mediterraneo       | Kanjiža              | 57 kg  | Oro       |       |
| In rappresentanza del Marocco   |                                   |                      |        |           |       |
| 2015                            | Campionati africani               | Alessandria d'Egitto | 57 kg  | Bronzo    |       |
| 2015                            | Mondiali                          | Las Vegas            | 57 kg  | 33º       |       |
| 2015                            | Campionati arabi                  | El Jadida            | 57 kg  | Bronzo    |       |
| 2016                            | Giochi olimpici                   | Rio de Janeiro       | 57 kg  | 13º       |       |
| 2017                            | Campionati africani               | Marrakech            | 57 kg  | Oro       |       |
| 2017                            | Giochi della solidarietà islamica | Baku                 | 57 kg  | 17º       |       |
| 2017                            | Mondiali                          | Parigi               | 57 kg  | 25º       |       |
| 2018                            | Campionati africani               | Port Harcourt        | 57 kg  | 5º        |       |
| 2019                            | Campionati africani               | Hammamet             | 57 kg  | Argento   |       |
| 2019                            | Giochi panafricani                | Rabat-El Jadida      | 57 kg  | Bronzo    |       |
| 2019                            | Mondiali                          | Nur-Sultan           | 57 kg  | 24º       |       |
| 2020                            | Campionati africani               | Algeri               | 61 kg  | Bronzo    |       |
| 2021                            | Mondiali                          | Oslo                 | 61 kg  | 23º       |       |

## Altre competizioni internazionali
2020
- 19° nei 57 kg nella Coppa del mondo individuale ( Belgrado)

2021
- Bronzo nei 57 kg nel Torneo di qualificazione olimpica afro-oceanico ( Hammamet)